# 강수연
강수연(한국 한자: 姜受延,, 1966년 8월 18일~2022년 5월 7일)은 대한민국의 배우였다. 주로 영화에 출연했지만, 가끔씩 텔레비전 배우로도 활동했다. 2022년 5월 7일 뇌동맥류로 인한 급성뇌출혈 및 심정지로 사망했다.

## 생애
1969년부터 TBC 전속 아역 배우로서 활동하였고, 창간 10돌을 앞둔 어깨동무 1976년 12월호 잡지에 표지 모델로 사진이 실렸다. 1976년 11월 15일부터 1977년 3월 4일까지 방영한 TBC 어린이 드라마 똘똘이의 모험에 김정훈, 이승현, 백일섭 등과 함께 출연하면서 대중에게 본격적으로 얼굴을 알렸다. 이후 TV 드라마 《고교생 일기》로 1980년대 초중반 아역 배우로서 큰 인기를 얻었다.
1980년대 중후반부터 1990년대 초반까지 여성 배우로서 대한민국 영화계 선두에 서서 활동하였다. 이에 1987년 《우리는 지금 제네바로 간다》로 대종상영화제에서 여우 주연상을, 《씨받이》로 제44회 베니스영화제에서 여우 주연상을, 1989년 《아제 아제 바라아제》로 모스크바 국제 영화제에서 여우 주연상을 수상하였다.
2001년에는 SBS 드라마 《여인천하》에서 배역을 맡아 2001년 SBS 연기대상을 수상했다. 하지만 《여인천하》이후 사극 배역을 맡지 않았다.
연기자로서 역할뿐만 아니라 영화계에서도 다양한 활동을 했다. 2015년에서 2017년까지 부산국제영화제 집행위원장을 역임했다.
2022년 5월 5일 서울특별시 강남구 압구정동 자택에서 심정지 상태로 발견되어 강남세브란스병원에 이송하였지만, 결국 2022년 5월 7일 15시경 급성 뇌출혈로 인한 심정지로 사망했다.
2022년 5월 11일 삼성서울병원에서 영결식을 마치고 서초구 원지동 서울추모공원에서 화장한 고인의 유해를 아너스톤(용인공원) 가족묘지에 안장하였다.

## 학력
- 서울교동국민학교 졸업
- 풍문여자중학교 졸업
- 동명여자고등학교 졸업

### 비학위 수료
- 고려대학교 언론대학원 미디어·커뮤니케이션학과 비학위 수료

## 이력
- 2013년 시드니국제영화제 심사위원
- 2017년 부산국제영화제 공동 집행위원장

## 출연작

### TV 드라마
- 1976년 TBC 《똘똘이의 모험》
- 1979년 TBC 《오성과 한음》
- 1980년 TBC 《바람돌이 장영실》
- 1982년 KBS1 《풍운》
- 1982년 KBS1 《달무리》
- 1983년 KBS1 《고교생 일기》 ... 유현수 역
- 1984년 KBS1 《사랑하는 사람들》
- 1985년 MBC 《엄마의 방》
- 1986년 KBS2 《이화에 월백하고》
- 1986년 KBS1 《TV 문학관》 - 들뻐꾸기
- 2001년 SBS 《여인천하》 ... 정난정 역
- 2007년 MBC 《문희》 ... 하문희 역

### 영화
- 1975년 《핏줄》
- 1976년 《나는 고백한다》
- 1977년 《별 3형제》
- 1978년 《비둘기의 합창》
- 1978년 《슬픔은 이제 그만》 ... 박미나 역
- 1978년 《어딘가에 엄마가》
- 1979년 《하늘나라에서 온 편지》
- 1982년 《깨소금과 옥떨메》
- 1983년 《약속한 여자》
- 1985년 《W의 비극》
- 1985년 《고래 사냥 2》
- 1987년 《씨받이》 ... 옥녀 역
- 1987년 《미미와 철수의 청춘 스케치》 ... 미미 역
- 1987년 《우리는 지금 제네바로 간다》 ... 순나 역
- 1987년 《감자》 ... 복녀 역
- 1987년 《됴화》
- 1987년 《연산군》 ... 장녹수 역
- 1988년 《업》
- 1988년 《미리 마리 우리 두리》 ... 우리 역
- 1989년 《아제 아제 바라아제》 ... 순녀 역
- 1989년 《그 후로도 오랫동안》 ... 선우수미 역
- 1990년 《추락하는 것은 날개가 있다》 ... 윤주 역
- 1991년 《베를린 리포트》 ... 마리엘렌/영희 역
- 1991년 《낙산풍》
- 1991년 《경마장 가는 길》 ... J 역
- 1992년 《그대 안의 블루》 ... 유림 역
- 1993년 《웨스턴 애비뉴》 ... 지수 역
- 1993년 《그 여자, 그 남자》 ... 은 역
- 1994년 《장미의 나날》 ... 재희 역
- 1995년 《무소의 뿔처럼 혼자서 가라》 ... 혜완 역
- 1996년 《지독한 사랑》 ... 영희 역
- 1997년 《블랙잭》 ... 장은영 역
- 1997년 《깊은 슬픔》 ... 오은서 역
- 1998년 《처녀들의 저녁 식사》 ... 호정 역
- 1999년 《송어》 ... 정화 역
- 2003년 《써클》 ... 오현주 역
- 2006년 《한반도》 ... 명성황후 역
- 2007년 《검은 땅의 소녀와》 ... (특별출연)
- 2011년 《달빛 길어올리기》 ... 지원 역
- 2013년 《주리》 ... 수연 역
- 2023년 《정이》 ... 윤서현 역 (유작)

### 광고
- 1982년 해태제과 부라보콘
- 해태제과 쵸코픽
- 해태음료 포도 봉봉
- 해태음료 훼미리쥬스
- (주)유림 끄레아또레
- 쥬리아화장품 블루밍 메이컵
- 오비맥주 OB아이스
- 남양알로에 기초화장품

## 수상 및 후보
| 연도 | 시상식                         | 부문                             | 작품                      | 결과 |
| ---- | ------------------------------ | -------------------------------- | ------------------------- | ---- |
| 1987 | 제20회 백상예술대상            | TV부문 여자 신인연기상           | 고교생 일기               | 수상 |
| 1987 | 제44회 베니스국제영화제        | 볼피컵 여우주연상                | 씨받이                    | 수상 |
| 1987 | 제7회 한국영화평론가협회상     | 특별상                           | 빈칸                      | 수상 |
| 1987 | 제26회 대종상                  | 여우주연상                       | 우리는 지금 제네바로 간다 | 수상 |
| 1987 | 제26회 대종상                  | 여자 인기상                      | 우리는 지금 제네바로 간다 | 수상 |
| 1987 | 문화체육관광부                 | 옥관문화훈장                     | 빈칸                      | 수상 |
| 1988 | 제9회 낭트3대륙 영화제         | 여우주연상                       | 아제아제 바라아제         | 수상 |
| 1989 | 제9회 한국영화평론가협회상     | 여우주연상                       | 아제아제 바라아제         | 수상 |
| 1989 | 제27회 대종상                  | 여우주연상                       | 아제아제 바라아제         | 수상 |
| 1989 | 제16회 모스크바국제영화제      | 여우주연상                       | 아제아제 바라아제         | 수상 |
| 1990 | 제11회 청룡영화상              | 여우주연상                       | 추락하는 것은 날개가 있다 | 후보 |
| 1990 | 제10회 한국영화평론가협회상    | 여우주연상                       | 추락하는 것은 날개가 있다 | 수상 |
| 1990 | 제28회 대종상                  | 여우주연상                       | 추락하는 것은 날개가 있다 | 수상 |
| 1990 | 제26회 백상예술대상            | 영화부문 인기상                  | 추락하는 것은 날개가 있다 | 수상 |
| 1992 | 제28회 백상예술대상            | 영화부문 여자 최우수연기상       | 경마장 가는 길            | 수상 |
| 1992 | 제30회 대종상                  | 여우주연상                       | 경마장 가는 길            | 후보 |
| 1992 | 제13회 청룡영화상              | 여우주연상                       | 경마장 가는 길            | 수상 |
| 1992 | 제3회 이천춘사대상영화제       | 여우주연상                       | 경마장 가는 길            | 수상 |
| 1993 | 제17회 황금촬영상              | 최우수 인기여우상                | 그대 안의 블루            | 수상 |
| 1993 | 제14회 청룡영화상              | 인기스타상                       | 그대 안의 블루            | 수상 |
| 1993 | 제14회 청룡영화상              | 여우주연상                       | 그대 안의 블루            | 후보 |
| 1993 | 제31회 대종상                  | 여자 인기상                      | 웨스턴 애비뉴             | 수상 |
| 1993 | 제31회 대종상                  | 여우주연상                       | 웨스턴 애비뉴             | 후보 |
| 1993 | 제31회 대종상                  | 여우주연상                       | 그대 안의 블루            | 후보 |
| 1994 | 제30회 백상예술대상            | 영화부문 인기상                  | 그 여자, 그 남자          | 수상 |
| 1994 | 제15회 청룡영화상              | 여우주연상                       | 장미의 나날               | 후보 |
| 1994 | 제32회 대종상                  | 여자 인기상                      | 장미의 나날               | 수상 |
| 1995 | 제33회 대종상                  | 여자 인기상                      | 무소의 뿔처럼 혼자서 가라 | 수상 |
| 1995 | 제16회 청룡영화상              | 여우주연상                       | 무소의 뿔처럼 혼자서 가라 | 후보 |
| 1996 | 제17회 청룡영화상              | 여우주연상                       | 지독한 사랑               | 후보 |
| 1997 | 제33회 백상예술대상            | 영화부문 여자 최우수연기상       | 지독한 사랑               | 후보 |
| 1997 | 제35회 대종상                  | 여우주연상                       | 블랙잭                    | 후보 |
| 1997 | 제18회 청룡영화상              | 여우주연상                       | 깊은 슬픔                 | 후보 |
| 1998 | 제34회 백상예술대상            | 영화부문 여자 최우수연기상       | 블랙잭                    | 후보 |
| 1999 | 제35회 백상예술대상            | 영화부문 여자 최우수연기상       | 처녀들의 저녁식사         | 후보 |
| 1999 | 제20회 청룡영화상              | 여우주연상                       | 송어                      | 후보 |
| 2000 | 제37회 대종상                  | 여우주연상                       | 송어                      | 후보 |
| 2000 | 제36회 백상예술대상            | 영화부문 여자 최우수연기상       | 송어                      | 수상 |
| 2001 | 제14회 그리메상                | 최우수 여자연기자상              | 여인천하                  | 수상 |
| 2001 | SBS 연기대상                   | 10대 스타상                      | 여인천하                  | 수상 |
| 2001 | SBS 연기대상                   | 여자 최우수연기상                | 여인천하                  | 후보 |
| 2001 | SBS 연기대상                   | 대상                             | 여인천하                  | 수상 |
| 2002 | 제38회 백상예술대상            | TV부문 여자 최우수연기상         | 여인천하                  | 후보 |
| 2009 | 제14회 부산국제영화제          | 플래시포워드상 심사위원회 위원상 | 빈칸                      | 수상 |
| 2010 | 한국영화인총연합회             | 자랑스러운 영화인상              | 빈칸                      | 수상 |
| 2015 | 제16회 올해의 여성영화인상     | 올해의 여성영화인상              | 빈칸                      | 수상 |
| 2022 | 제13회 대한민국 대중문화예술상 | 은관문화훈장                     | 빈칸                      | 수상 |

## 가족
- 강성원 (오빠), 강지원 (오빠), 강수경 (동생), 김석훈 (6촌 동생)

## 같이 보기
- 대한민국의 여자 배우 목록